# Club Atlético Boca Juniors 1919
Questa voce raccoglie le informazioni riguardanti il Boca Juniors nelle competizioni della stagione 1919.

## Stagione
Il 1919 è un anno spartiacque per il Boca Juniors, in cui arrivano i primi successi di una lunga storia, ma è anche un anno in cui il calcio argentino vede realizzarsi una vera e propria secessione al suo interno di molte squadre. Una situazione che vede come nuovo presidente Emilio Meincke, eletto alle elezioni presidenziali del 10 settembre 1918 e che ritorna in carica dopo la sua presidenza dal 1915 al 1917.
La Copa Campeonato 1919 incomincia normalmente e prosegue fino al 31 agosto, quando deflagra la crisi interna della Asociación Argentina de Football. Una crisi provocata principalmente dalla questione del cosiddetto "amateurismo marrón": pur essendo il calcio ancora uno sport amatoriale, in maniera più o meno nascosta diversi giocatori venivano pagati come dei veri calciatori professionisti dalle rispettive squadre. La crisi scoppia definitivamente quando il Tribunal de Disciplina della AAF sanziona il Vélez Sarsfield (che si trovava primo in classifica nel suo campionato di División Intermedia) con la perdita di alcuni punti per aver schierato un giocatore in campo contro il regolamento. Il Vélez ottiene quindi l'appoggio diretto di sei squadre che vengono immediatamente espulse dalla AAF, ovvero Estudiantil Porteño, Independiente, Platense, Racing Club, River Plate e Tigre. A queste sei squadre si aggiungono altre sette squadre che si oppongono alla espulsione e che anch'esse subiscono la stessa sorte, ovvero la fine della loro affiliazione dalla AAF, cioè Atlanta, Defensores de Belgrano, Estudiantes de Buenos Aires, Gimnasia La Plata, San Isidro, San Lorenzo e Sportivo Barracas. Le squadre "scissioniste" decidono dunque di costituire una loro federazione calcistica, la Asociación Amateurs de Football (AAmF), per gestire un loro campionato separato (a cui si aggiunse immediatamente il Vélez Sarsfield). A rimanere nella federazione ufficiale rimangono solo Estudiantes La Plata, Eureka, Huracán, Porteño, Sportivo Almagro e, appunto, il Boca Juniors. La "secessione" delle 13 squadre dalla federazione originaria terminerà nel 1926, grazie anche all'intervento risoluto dello stesso presidente della Repubblica Argentina, Marcelo Torcuato de Alvear.
Per riprovare l'assalto alla Copa Campeonato poi annullata, il Boca Juniors si rafforza con altri giocatori di livello: l'attaccante uruguaiano Zoilo Canaveri, proveniente dall'Independiente (che però non troverà molto spazio, dato che il titolare indiscutibile nel suo ruolo attaccante destro era Pedro Calomino); il centrocampista Mario Busso, che sarà un volante protagonista delle prime vittorie degli Xeneizes (partecipando anche alla futura tournée europea del 1925); infine il difensore Antonio Cortella, zaguero di grande tecnica ma non privo della necessaria cattiveria nel chiudere sugli attaccanti avversari. Quest'ultimo rinforzo nel settore difensivo è necessario anche perché Victorio Capelletti ha subito la stagione precedente una squalifica di ben 2 anni, e diversi difensori come Pieralini, Aquila e Lanata hanno lasciato il Boca.
Con l'annullamento del campionato e l'inizio di un nuovo torneo con le poche altre squadre rimanenti nella AAF, il Boca stravince il campionato e si aggiudica in tal modo il suo primo titolo nazionale, il primo di tanti della sua storia. Stesso risultato nella Copa Competencia (anch'essa senza la partecipazione delle squadre uscite dalla AAF), dove si aggiudica il torneo battendo in finale il Rosario Central e andando così a sfidare gli uruguaiani del Nacional nella Copa Ricardo Aldao (un trofeo organizzato dallo stesso presidente della AAF, Ricardo Aldao, che aveva organizzato la manifestazione grazie alla collaborazione della federazione calcistica uruguaiana, la AUF): il Boca Juniors esce comunque sconfitto nettamente contro il Tricolor di Montevideo per 3-0.
I due successi in campionato e nella Copa Competencia, anche se ottenuti in competizioni di livello inferiore rispetto alle stagioni precedenti, inaugurano un ciclo decennale di vittorie, e che vede in questa stagione la vittoria anche nella Copa Carlos Ibarguren, una sfida che ogni anno vedeva scontrarsi la vincente del campionato della AFA contro la squadra campione della lega calcistica gravitante nella regione di Rosario: sfida che appunto vede il Boca affrontare e vincere il glorioso Rosario Central, già battuto in Copa Competencia.

### Superclásico
In questa stagione il Boca Juniors ha affrontato il River Plate 1 volta. La competizione in cui si sono affrontate le due squadre è stata successivamente annullata a causa dell'uscita dalla AAF del River Plate. Il Superclásico tornerà ad essere giocato soltanto nel 1927.
| N°  | Data                                                                                                 | Competizione                              | Locali       | Risultato | Ospiti      |
| --- | --- | ----------------------------------------- | ------------ | --------- | ----------- |
| 10° | 24 giugno 1917                                                                                       | Copa Campeonato (annullata) - 4ª giornata | Boca Juniors | 0 - 0     | River Plate |
| 10° | Nota: E' l'unico Superclásico ad essere stato disputato presso lo Stadio de Ministro Brin y Senguel. |                                           |              |           |             |

## Maglie e sponsor
Con la stagione 1919, sia la prima divisa che la seconda cambiano notevolmente. La prima divisa abbandona la tinta unica blu, i pantaloncini passano al colore bianco, mentre lo sfondo blu assume una colorazione più chiara. La seconda divisa abbandona invece i pantaloncini blu, diventando quasi completamente gialla (a parte la banda trasversale, di colore blu).
| 1ª divisa | 2ª divisa |

## Rosa
| N. |                      | Ruolo | Calciatore        |
| -- | -------------------- | ----- | ----------------- |
| -- | Argentina (bandiera) | P     | Rosario Galeano   |
| -- | Argentina (bandiera) | P     | Américo Tesoriere |
| -- | Argentina (bandiera) | D     | Juan Anglese      |
| -- | Argentina (bandiera) | D     | Antonio Cortella  |
| -- | Argentina (bandiera) | D     | Juan Mainardi     |
| -- | Argentina (bandiera) | D     | José Ortega       |
| -- | Argentina (bandiera) | C     | Dionisio Becaas   |
| -- | Argentina (bandiera) | C     | Mario Busso       |
| -- | Argentina (bandiera) | C     | Alfredo Elli      |
| -- | Argentina (bandiera) | C     | Alfredo López     |

| N. |                      | Ruolo | Calciatore        |
| -- | -------------------- | ----- | ----------------- |
| -- | Argentina (bandiera) | A     | Pablo Bozzo       |
| -- | Argentina (bandiera) | A     | Enrique Brichetto |
| -- | Argentina (bandiera) | A     | Pedro Calomino    |
| -- | Uruguay (bandiera)   | A     | Zoilo Canaveri    |
| -- | Argentina (bandiera) | A     | Alfredo Garasini  |
| -- | Argentina (bandiera) | A     | Alfredo Martín    |
| -- | Argentina (bandiera) | A     | Pedro Miranda     |
| -- | Argentina (bandiera) | A     | Antonio Sánchez   |
| -- | Argentina (bandiera) | A     | Pablo Valenzano   |

## Calciomercato

### Operazioni esterne alle sessioni
| Acquisti         | Acquisti         | Acquisti         | Acquisti         |
| Altre operazioni | Altre operazioni | Altre operazioni | Altre operazioni |
| R.               | Nome             | da               | Modalità         |
| ---------------- | ---------------- | ---------------- | ---------------- |
| P                | Rosario Galeano  | Sp. Buenos Aires |                  |
| D                | Antonio Cortella | Def. de Belgrano |                  |
| D                | José Ortega      | Argentino (Q)    |                  |
| A                | Zoilo Canaveri   | Independiente    |                  |
| A                | Pedro Miranda    | Lanús            |                  |

| D   | Alfredo Aquila      |
| D   | Victorio Capelletti |
| D   | Agustín Lanata      |
| D/C | Máximo Pieralini    |
| C   | Juan Morello        |
| A   | Adolfo Bertolini    |
| A   | Enrique Bertolini   |
| A   | Mateo Brown         |
| A   | Romeo Corvetto      |
| A   | Silvio Peragallo    |
| A   | Luis Ruggiero       |
| A   | Alfredo Taggino     |

## Risultati

### Copa Campeonato
| Arbitro: | Profumo |

|                           |           |  |
| Canaveri 20’ Canaveri 56’ | Marcatori |  |

| Arbitro: | Guassoni |

|  |           |                          |
|  | Marcatori | 30’ Canaveri 83’ Miranda |

| Arbitro: | Gardi |

|  |           |           |
|  | Marcatori | 30’ Bozzo |

| Buenos Aires 27 luglio 1919 4ª giornata | Boca Juniors | 0 – 0 referto | River Plate | Stadio de Ministro Brin y Senguel\| Arbitro: \| Gardi \| |
| Arbitro:                                | Gardi        |               |             |                                                          |

| Arbitro: | Profumo |

|                     |           |              |
| Bozzo 10’ Bozzo 15’ | Marcatori | 54’ Gallardo |

Competizione annullata.

### Copa de Competencia Jockey Club

#### Prima fase
| Arbitro: | Martínez |

|  |           |                       |
|  | Marcatori | 62’ Martín 80’ Martín |

Con la vittoria contro il Gimnasia de La Plata, il Boca Juniors si è qualificato alla seconda fase della Copa Competencia.

#### Seconda fase
| Arbitro: | Lambrechts |

|                      |           |           |
| Fraga 25’ Lucena 65’ | Marcatori | 7’ Martín |

Nonostante la sconfitta subita dall'Eureka, la AAF ha attribuito la vittoria al Boca Juniors per l'irregolare presenza in campo di un giocatore dell'Eureka. In tal modo il Boca Juniors si è qualificato alla terza fase della Copa Competencia.

#### Terza fase
| Arbitro: | Gardi |

|  |           |                              |
|  | Marcatori | 70’ Marcovecchio 73’ Vivaldo |

Con la sconfitta per 2-0 contro il Racing Club, il Boca Juniors è stato eliminato dalla Copa Competencia.
Competizione annullata.

### Copa Campeonato
| Arbitro: | Martínez |

|                                                               |           |              |
| Martin 10’ Canaveri 11’ Canaveri 14’ Canaveri 30’ Miranda 83’ | Marcatori | 23’ Polimeni |

| Arbitro: | Guzmán |

|  |           |                     |
|  | Marcatori | 15’ Busso 42’ Bozzo |

| Arbitro: | Cavatorta |

|                                  |           |               |
| Calomino 25’ Calomino 43’ (rig.) | Marcatori | 35’ Lucarelli |

| Arbitro: | Novarino |

|                         |           |              |
| Calomino 40’ Martín 42’ | Marcatori | 15’ Calandra |

| Arbitro: | Martínez |

|  |           |                           |
|  | Marcatori | 11’ Garasini 35’ Garasini |

| Arbitro: | Nervi |

|                           |           |                                                      |
| Polimeni 8’ Izaguirre 88’ | Marcatori | 13’ Bozzo 20’ Calomino 32’ Bozzo 43’ Elli 75’ Martín |

| Arbitro: | Cuneo |

|                                                                                      |           |  |
| Garasini 4’ Bozzo 14’ Garasini 39’ Garasini 49’ Garasini 83’ Calomino 84’ Martín 85’ | Marcatori |  |

| Arbitro: | Profumo |

|                                               |           |  |
| Miranda 19’ Martín 44’ Martín 62’ Miranda 70’ | Marcatori |  |

Mancando ancora due giornate da disputare e con la grande differenza di punti non più colmabile tra il Boca Juniors e l'Estudiantes, la AAF ha dichiarato vincitrice del campionato gli Xeneizes: in tal modo il Boca Juniors vince il primo campionato della sua storia.

### Copa de Competencia Jockey Club
| Arbitro: | Sapio |

|                                            |           |  |
| Martín 39’ Miranda 41’ Calomino 86’ (rig.) | Marcatori |  |

Con la vittoria contro l'Estudiantes, il Boca Juniors si è qualificato ai quarti di finale di Copa Competencia.
| Arbitro: | Martínez |

|                                    |           |                        |
| Busso 20’ Canaveri 28’ Miranda 60’ | Marcatori | 77’ Vivaldo 85’ Clarke |

Con la vittoria sul Porteño, il Boca Juniors si è qualificato alle semifinali di Copa Competencia.
| Arbitro: | Cuneo |

|                        |           |  |
| Bozzo 20’ Garasini 89’ | Marcatori |  |

Con la vittoria contro il Belgrano de Rosario, il Boca Juniors si è qualificato per la finale di Copa Competencia.
| Arbitro: | Gardi |

|               |           |  |
| Calomino 103’ | Marcatori |  |

Con la vittoria ai tempi supplementari contro il Rosario Central, il Boca Juniors vince la finale argentina della Copa Competencia  e ottiene il diritto di disputare la Tie Cup contro il Nacional di Montevideo, squadra vincitrice della corrispondente Copa Competencia uruguaiana.

#### Finale internazionale (Tie Cup)
| Arbitro: | Gardi |

|                       |           |  |
| Miranda 32’ Bozzo 75’ | Marcatori |  |

Battendo il Nacional di Montevideo, il Boca Juniors ha vinto la Copa Competencia.

### Copa Ibarguren
| Arbitro: | Novarino |

|             |           |  |
| Miranda 10’ | Marcatori |  |

Battendo il Rosario Central (qualificatosi come squadra vincitrice della Liga Rosarina), il Boca Juniors vince la Copa Ibarguren.

### Copa Ricardo Aldao
| Arbitro: | Aphesgeguy |

|                                  |           |  |
| Scarone 21’ Romano 26’ Somma 55’ | Marcatori |  |

Con la sconfitta contro il Nacional di Montevideo (qualificatosi a tale sfida come squadra campione nazionale uruguaiano), il Boca Juniors ha perso la sfida valevole per la Copa Aldao.

## Statistiche
Nota: nelle statistiche di squadra e individuali sono comunque comprese le partite annullate per effetto dell'annullamento del campionato e della Copa Competencia.

### Statistiche di squadra
| Competizione     | In casa | In casa | In casa | In casa | In casa | In casa | In trasferta | In trasferta | In trasferta | In trasferta | In trasferta | In trasferta | Totale | Totale | Totale | Totale | Totale | Totale | DR  |
| Competizione     | G       | V       | N       | P       | Gf      | Gs      | G            | V            | N            | P            | Gf           | Gs           | G      | V      | N      | P      | Gf     | Gs     | DR  |
| ---------------- | ------- | ------- | ------- | ------- | ------- | ------- | ------------ | ------------ | ------------ | ------------ | ------------ | ------------ | ------ | ------ | ------ | ------ | ------ | ------ | --- |
| Copa Campeonato  | 8       | 7       | 1       | 0       | 24      | 4       | 5            | 5            | 0            | 0            | 12           | 2            | 13     | 12     | 1      | 0      | 36     | 6      |     |
| Copa Competencia | 6       | 5       | 0       | 1       | 11      | 4       | 2            | 1            | 0            | 1            | 3            | 2            | 8      | 6      | 0      | 2      | 14     | 6      |     |
| Copa Ibarguren   | 1       | 1       | 0       | 0       | 1       | 0       | 0            | 0            | 0            | 0            | 0            | 0            | 1      | 1      | 0      | 0      | 1      | 0      |     |
| Copa Aldao       | 0       | 0       | 0       | 0       | 0       | 0       | 1            | 0            | 0            | 1            | 0            | 3            | 1      | 0      | 0      | 1      | 0      | 3      |     |
| Totale           | 15      | 13      | 1       | 1       | 36      | 8       | 8            | 6            | 0            | 2            | 15           | 7            | 23     | 19     | 1      | 3      | 51     | 15     | +36 |

### Statistiche individuali
| Giocatore    | Copa Campeonato | Copa Campeonato | Copa Campeonato | Copa Campeonato | Copa Competencia | Copa Competencia | Copa Competencia | Copa Competencia | Copa Ibarguren | Copa Ibarguren | Copa Ibarguren | Copa Ibarguren | Copa Aldao | Copa Aldao | Copa Aldao  | Copa Aldao | Totale   | Totale | Totale      | Totale     |
| Giocatore    | Presenze        | Reti            | Ammonizioni     | Espulsioni      | Presenze         | Reti             | Ammonizioni      | Espulsioni       | Presenze       | Reti           | Ammonizioni    | Espulsioni     | Presenze   | Reti       | Ammonizioni | Espulsioni | Presenze | Reti   | Ammonizioni | Espulsioni |
| ------------ | --------------- | --------------- | --------------- | --------------- | ---------------- | ---------------- | ---------------- | ---------------- | -------------- | -------------- | -------------- | -------------- | ---------- | ---------- | ----------- | ---------- | -------- | ------ | ----------- | ---------- |
| J. Anglese   | 1               | 0               | 0               | 0               | 0                | 0                | 0                | 0                | 0              | 0              | 0              | 0              | 0          | 0          | 0           | 0          | 1        | 0      | 0           | 0          |
| D. Becaas    | 2               | 0               | 0               | 0               | 1                | 0                | 0                | 0                | 1              | 0              | 0              | 0              | 0          | 0          | 0           | 0          | 4        | 0      | 0           | 0          |
| P. Bozzo     | 8               | 7               | 0               | 0               | 4                | 2                | 0                | 0                | 1              | 0              | 0              | 0              | 0          | 0          | 0           | 0          | 13       | 9      | 0           | 0          |
| E. Brichetto | 7               | 0               | 0               | 0               | 4                | 0                | 0                | 0                | 0              | 0              | 0              | 0              | 0          | 0          | 0           | 0          | 11       | 0      | 0           | 0          |
| M. Busso     | 13              | 1               | 0               | 0               | 7                | 1                | 0                | 0                | 0              | 0              | 0              | 0              | 1          | 0          | 0           | 0          | 21       | 2      | 0           | 0          |
| P. Calomino  | 11              | 5               | 0               | 0               | 6                | 2                | 0                | 0                | 1              | 0              | 0              | 0              | 1          | 0          | 0           | 0          | 19       | 7      | 0           | 0          |
| Z. Canaveri  | 9               | 6               | 0               | 0               | 5                | 1                | 0                | 0                | 0              | 0              | 0              | 0              | 1          | 0          | 0           | 0          | 15       | 7      | 0           | 0          |
| A. Cortella  | 12              | 0               | 0               | 0               | 7                | 0                | 0                | 0                | 1              | 0              | 0              | 0              | 1          | 0          | 0           | 0          | 21       | 0      | 0           | 0          |
| A. Elli      | 11              | 1               | 0               | 0               | 5                | 0                | 0                | 0                | 1              | 0              | 0              | 0              | 1          | 0          | 0           | 0          | 18       | 1      | 0           | 0          |
| R. Galeano   | 1               | 0               | 0               | 0               | 0                | 0                | 0                | 0                | 0              | 0              | 0              | 0              | 0          | 0          | 0           | 0          | 1        | 0      | 0           | 0          |
| A. Garasini  | 5               | 6               | 0               | 0               | 4                | 1                | 0                | 0                | 1              | 0              | 0              | 0              | 1          | 0          | 0           | 0          | 11       | 7      | 0           | 0          |
| A. López     | 13              | 0               | 0               | 0               | 8                | 0                | 0                | 0                | 1              | 0              | 0              | 0              | 1          | 0          | 0           | 0          | 23       | 0      | 0           | 0          |
| J. Mainardi  | 6               | 0               | 0               | 0               | 3                | 0                | 0                | 0                | 0              | 0              | 0              | 0              | 0          | 0          | 0           | 0          | 9        | 0      | 0           | 0          |
| A. Martín    | 11              | 6               | 0               | 0               | 8                | 4                | 0                | 0                | 1              | 0              | 0              | 0              | 1          | 0          | 0           | 0          | 21       | 10     | 0           | 0          |
| P. Miranda   | 11              | 4               | 0               | 0               | 8                | 3                | 0                | 0                | 1              | 1              | 0              | 0              | 1          | 0          | 0           | 0          | 21       | 8      | 0           | 0          |
| J. Ortega    | 13              | 0               | 0               | 0               | 8                | 0                | 0                | 0                | 1              | 0              | 0              | 0              | 1          | 0          | 0           | 0          | 23       | 0      | 0           | 0          |
| A. Sánchez   | 1               | 0               | 0               | 0               | 0                | 0                | 0                | 0                | 0              | 0              | 0              | 0              | 0          | 0          | 0           | 0          | 1        | 0      | 0           | 0          |
| A. Tesoriere | 12              | 0               | 0               | 0               | 8                | 0                | 0                | 0                | 1              | 0              | 0              | 0              | 1          | 0          | 0           | 0          | 22       | 0      | 0           | 0          |
| P. Valenzano | 1               | 0               | 0               | 0               | 2                | 0                | 0                | 0                | 0              | 0              | 0              | 0              | 0          | 0          | 0           | 0          | 3        | 0      | 0           | 0          |